# Ochodaeidae
Ochodaeidae zijn een familie van insecten die behoort tot de orde der kevers (Coleoptera). 

## Taxonomie
De volgende taxa zijn bij de familie ingedeeld:
- Onderfamilie Cretochodaeinae Nikolajev, 1995  †
- Onderfamilie Ochodaeinae Mulsant & Rey, 1871
  - Tribus Enodognathini Scholtz, 1988
  - Tribus Ochodaeini Mulsant & Rey, 1871
- Onderfamilie Chaetocanthinae Scholtz, 1988
  - Tribus Chaetocanthini Scholtz, 1988
  - Tribus Pseudochodaeini Scholtz, 1988
  - Tribus Synochodaeini Scholtz, 1988